# Ricaud, Aude
Ricaud är en kommun i departementet Aude i regionen Occitanien  i södra Frankrike. Kommunen ligger  i kantonen Castelnaudary-Sud som ligger i arrondissementet Carcassonne. År 2022 hade Ricaud 328 invånare.

## Befolkningsutveckling
Antalet invånare i kommunen Ricaud
Referens: INSEE